# Shadow Works
Shadow Works è il secondo album in studio della cantante estone Kerli, pubblicato il 22 febbraio 2019, presso la Seeking Records.

## Tracce
1. The Opening of the Way (Intro) – 1:51 (Kerli Kõiv)
2. Mimicry – 4:34 (Kerli Kõiv, Even Sarucco)
3. Everybody Bleeds the Same – 4:02 (Kerli Kõiv, Andrew Richard Burns)
4. Savages – 3:11 (Kerli Kõiv, Even Sarucco, David Dahlquist)
5. One – 3:20 (Kerli Kõiv, Ago Teppand, Afshin Salmani)
6. Purification (Interlude) – 1:04 (Kerli Kõiv)
7. Legends – 2:58 (Kerli Kõiv, Marcello Pagin, Josh Cumbee, Afshin Salmani, Gennesse Lewis, Christian Buettner, Caitlin Morris)
8. Where the Dark Things Are – 2:57 (Kerli Kõiv, Nicolas Karl Pittsinger)
9. Better – 3:44 (Kerli Kõiv, Andrew Richard Burns)
10. Giving Up the Ghost – 4:12 (Kerli Kõiv)
11. Tuleloits – 6:08 (Kerli Kõiv)
12. Shadow Works (Outro) – 3:43 (Kerli Kõiv)

## Classifiche
| Classifica (2019)                | Posizione massima |
| -------------------------------- | ----------------- |
| Stati Uniti (Heatseekers Albums) | 24                |